# Europs birmanica
Europs birmanica is een keversoort uit de familie kerkhofkevers (Monotomidae). De wetenschappelijke naam van de soort werd in 1897 gepubliceerd door Antoine Henri Grouvelle.